# Uraufführung
Eine Uraufführung (kurz UA oder U) ist die weltweit erste öffentliche, vor einem Publikum stattfindende Aufführung eines Musikstückes oder Bühnenwerkes. Bei Filmen spricht man, insbesondere bei Festivalaufführungen, bisweilen auch von einer Premiere. Im Rundfunk, beispielsweise bei Hörspielen, verwendet man dagegen die Bezeichnung Ursendung, beim Fernsehen mitunter auch den Begriff Erstsendung.

## Das Wort und seine Verwendung
Der Begriff setzt sich aus dem Wort Aufführung, was die öffentliche Darbietung eines Bühnenwerkes oder Musikstücks meint, und der Vorsilbe Ur-, abgeleitet aus dem Althochdeutschen („am Anfang, ursprünglich“) zusammen. Somit bedeutet Uraufführung, dass es sich um die allererste Aufführung auf der gesamten Welt handelt, der danach andere Aufführungen an anderen Orten nachfolgen können, die dort dann Erstaufführungen sind.
Wenn ein Stück oder ein Film bereits an einem anderen Ort gezeigt wurde, spricht man bisweilen also von Erstaufführung (EA) – mit genauerer Spezifikation, etwa „deutsche Erstaufführung“ bzw. „deutschsprachige Erstaufführung“ (DEA oder DE), „Münchener Erstaufführung“ etc.
Die erste Aufführung der Neuinszenierung eines bereits früher uraufgeführten Werks wird als Premiere bezeichnet.
Der mitunter verwendete Begriff „Welturaufführung“ ist im Deutschen unpassend und stellt einen sinnlosen Pleonasmus dar. Da die Uraufführung die überhaupt erste Aufführung des Werkes irgendwo auf der Welt ist, ergibt der Zusatz „Welt-“ keinen Sinn – anders als im Englischen, wo die world premiere die Uraufführung ist, im Gegensatz zur bloßen premiere, die dieselbe Bedeutung hat wie im Deutschen.

## Zur Geschichte des Wortes
Der Begriff der Uraufführung kam erst um die Jahrhundertwende zwischen 19. und 20. Jahrhundert auf und wurde den nachstehenden Zeitungsberichten zufolge 1901 von der Deutschen Bühnen-Genossenschaft geprägt:
So berichtet  z. B. das Prager Tagblatt am 10. März 1901:

„Uraufführung lautet die neueste Bereicherung des deutschen Bühnensprachfaches, die die  Deutsche Bühnen-Genossenschaft in ihrer am 1. März erschienenen Nr. 9 für den schwerfälligen Ausdruck ‚überhaupt erste Auführung‘ (sic!) und das Doppel-Fremdwort ‚Original-Première‘ vorschlägt. Da das correct gebildete Wort Uraufführung in nicht mißzuverstehender Weise die gewünschte Bezeichnung zum Ausdruck bringt, so ist zu hoffen, dass sowohl die ‚überhaupt erste Aufführung‘, als auch die ‚Original-Première‘ allmählich aus deutschen Theaterberichten verschwinden und der ‚Uraufführung‘ Platz machen werden.“

Ähnlich im Grazer Tagblatt vom 15. Mai 1901 unter dem Titel (Gute Verdeutschungen.):

„Wir lesen in der Berliner ‚D. Z.‘: „Brauchbare und geschmackvolle Verdeutschungen von Fremdworten … führt die ‚Deutsche Bühnengenossenschaft‘ in den Verkehr ein. Wir finden dort zum erstenmale den vortrefflichen Ausdruck „Uraufführung“ für Premiere, …“

Oder im Neuigkeits-Welt-Blatt vom 16. Mai 1901:

„Verdeutschungen von Fremdworten führt die ‚Deutsche Bühnengenossenschaft‘ in den Verkehr ein: für Premiere ‚Uraufführung‘, …“

Noch am 15. Dezember 1904 schrieb Wilhelm Michel in den Münchner Neuesten Nachrichten:

„So hat z. B. das Modewort ‚Uraufführung‘, das im zarten Alter von höchstens zwei bis drei Jahren steht, wohl alle Aussicht, dem dauernden Bestand der Sprache einverleibt zu werden. Es ist kein neuer Name für eine neue Sache. Die Sache, die es bezeichnet, ist fast so alt wie das Theater überhaupt. Man hat es bei ihm also mit einem echten Modewort zu tun, das sich durch Knappheit und glückliche Abgrenzung gegen den Begriff ‚Erstausführung‘“ auszeichnet.“

## Einträge in Wörterbüchern
- Uraufführung. In: Jacob Grimm, Wilhelm Grimm (Hrsg.): Deutsches Wörterbuch. Band 24: U–Uzvogel – (XI, 3. Abteilung). S. Hirzel, Leipzig 1936, Sp. 2373 (woerterbuchnetz.de).
- Uraufführung. In: Digitales Wörterbuch der deutschen Sprache.
- Duden: Uraufführung.

## Belege
1. ↑  * Uraufführung. In: Prager Tagblatt, 10. März 1901, S. 09 (online bei ANNO). (3. Spalte oben)
2. ↑  (Gute Verdeutschungen.). In: Grazer Tagblatt. Organ der deutschen Volkspartei für die Alpenländer. Morgen-Ausgabe, 15. Mai 1901, S. 8 (online bei ANNO). (1. Spalte ganz unten)
3. ↑  Verdeutschungen von Fremdworten.. In: Neuigkeits-Welt-Blatt, 16. Mai 1901, S. 27 (online bei ANNO). (2. Spalte ganz unten)
4. ↑  Uraufführung. Auf: Wortwuchs.net. Abgerufen am 12. Juni 2017.